# 温品廉三
温品 廉三（ぬくしな れんぞう、1954年7月 - ）は、日本の言語学者。山口県出身。専門は、モンゴル語学。
元東京外国語大学講師。

## 略歴
1981年、東京外国語大学外国語学部モンゴル語学科卒業、1987年、東京外国語大学大学院外国語学研究科アジア第一言語専攻修士課程修了。

1989年、東京外国語大学外国語学部助手、同講師を経て、2009年4月、改組により東京外国語大学世界言語社会教育センター 言語教育支援部門 講師、2020年3月に同大学を定年退職。

## 著書
- 『ゼロから話せるモンゴル語』三修社、2006
- 『語学王 モンゴル語』三修社、1998